# U-Bahnhof Amendola
Der Bahnhof Amendola ist ein unterirdischer Bahnhof der U-Bahn Mailand. Er befindet sich auf der Linie M1 unter dem gleichnamigen Platz (piazza Giovanni Amendola), nach dem er benannt wurde.
Er ist mit Caiazzo einer der zwei Bahnhöfe der Mailänder U-Bahn, die unter Denkmalschutz stehen.

## Geschichte
Der Bahnhof Amendola gehört zum ersten Teilstück der Linie M1, das am 1. November 1964 in Betrieb genommen wurde.
Wegen seiner Lage in unmittelbarer Nähe zum damaligen Messegelände wurde der Bahnhof Amendola als erster fertiggestellt und schon zur Mailänder Messe 1963 für die Besucher eröffnet: auf einem Gleis waren auch zwei Elektrotriebzüge besuchbar. Zu den Besuchern ist der damalige Erzbischof, Kardinal Montini, spätere Papst Paul VI., zu erwähnen.
Der ursprünglich vorgesehene Name für den Bahnhof war Fiera („Messe“). Schon vor der Inbetriebnahme wurde er in Amendola-Fiera umbenannt. Der Namenzusatz wurde Anfang des 21. Jahrhunderts in Fieramilanocity geändert und mit dem Umzug des Messegeländes nach Rho fallen gelassen.
2007 wurden die Bahnhöfe Amendola und Caiazzo unter Denkmalschutz gestellt, als wichtige Denkmäler des öffentlichen Designs der 60er Jahre; somit wurden in Italien zum allerersten Mal Bauwerke mit wenig als 50 Jahren denkmalgeschützt.

### Bilder der Voreröffnung während der Mailänder Messe 1963

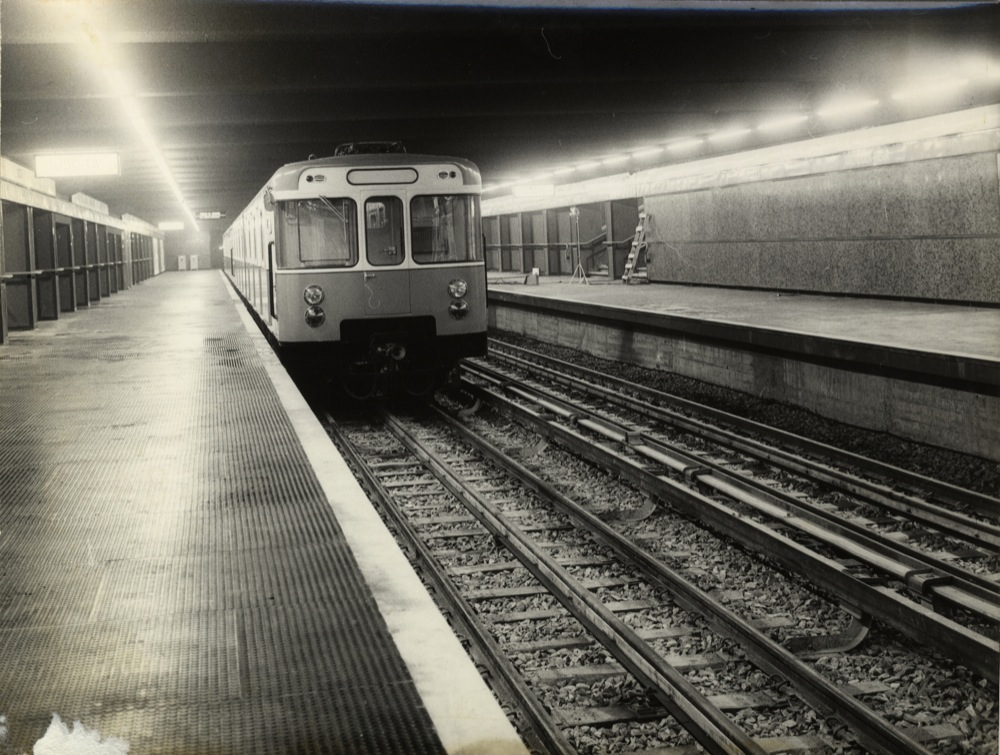
Der Bahnsteig mit einem ausgestellten Elektrotriebzug
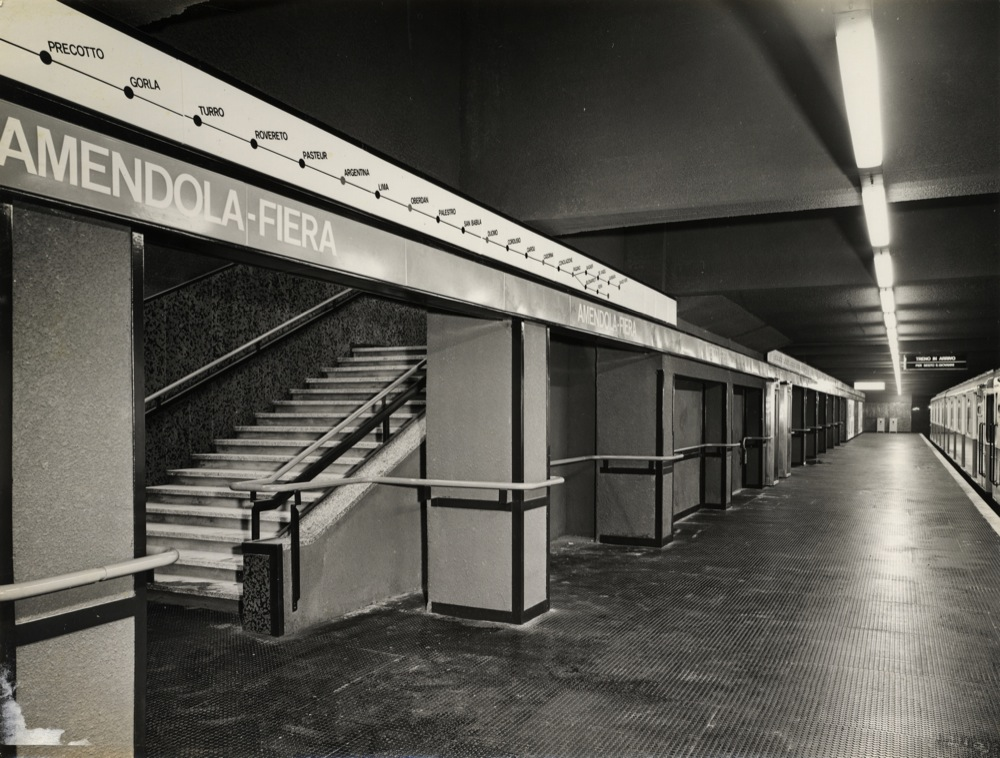
Die von Bob Noorda entworfene Signaletik
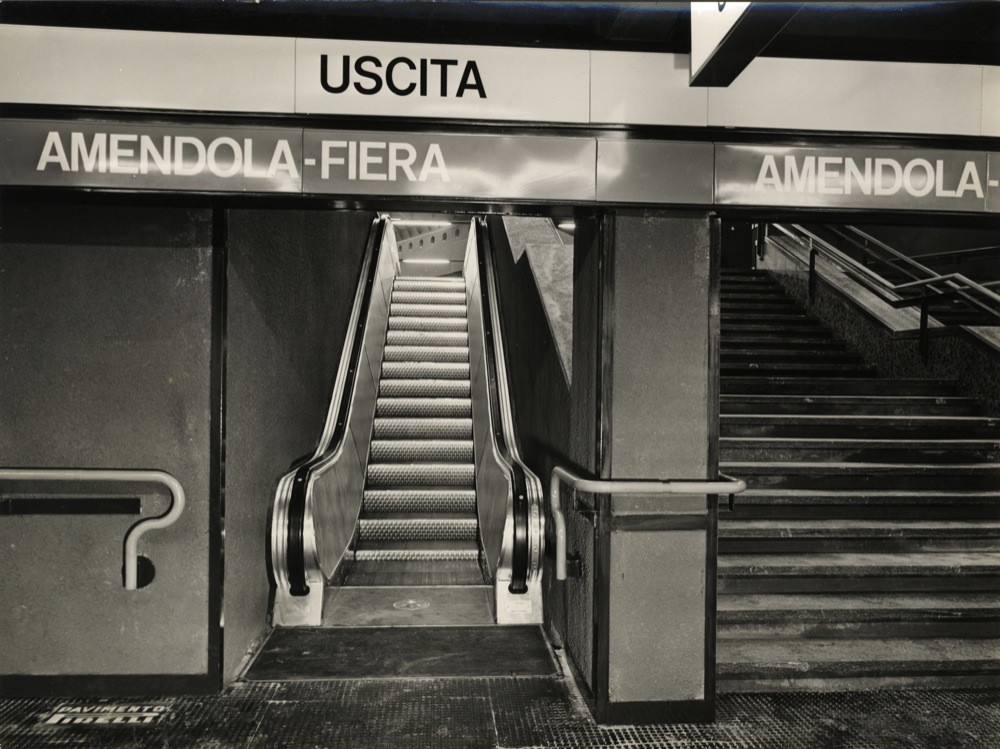
Die Ausgangstreppen zwischen Bahnsteig und Verteilergeschoss
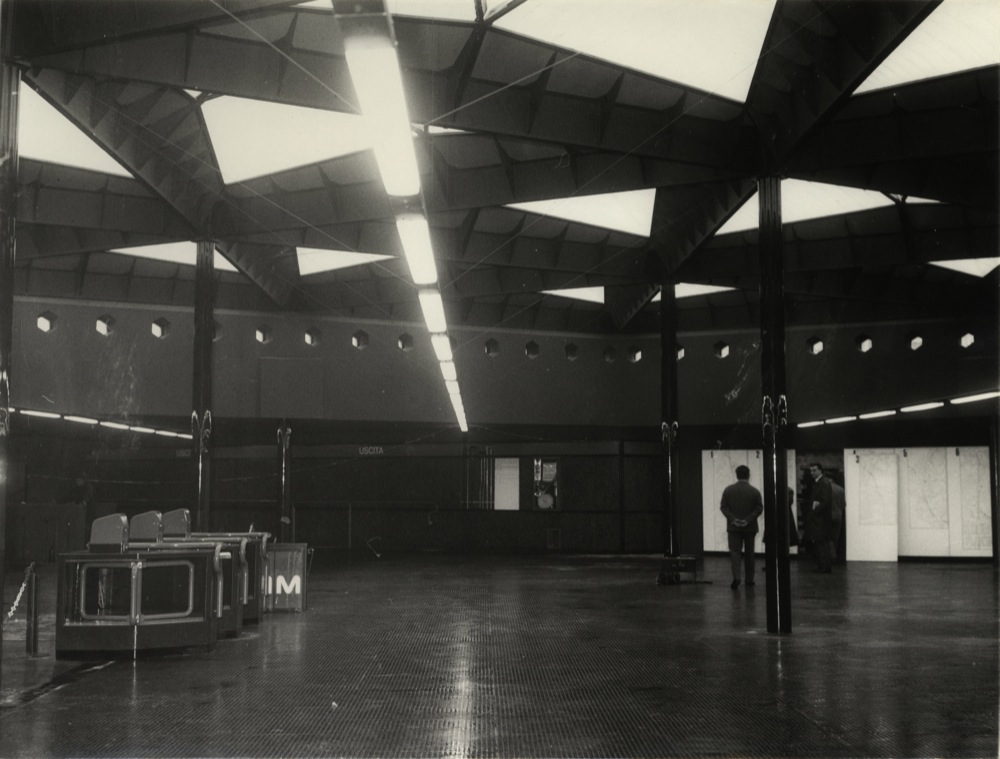
Ansicht vom Verteilergeschoss
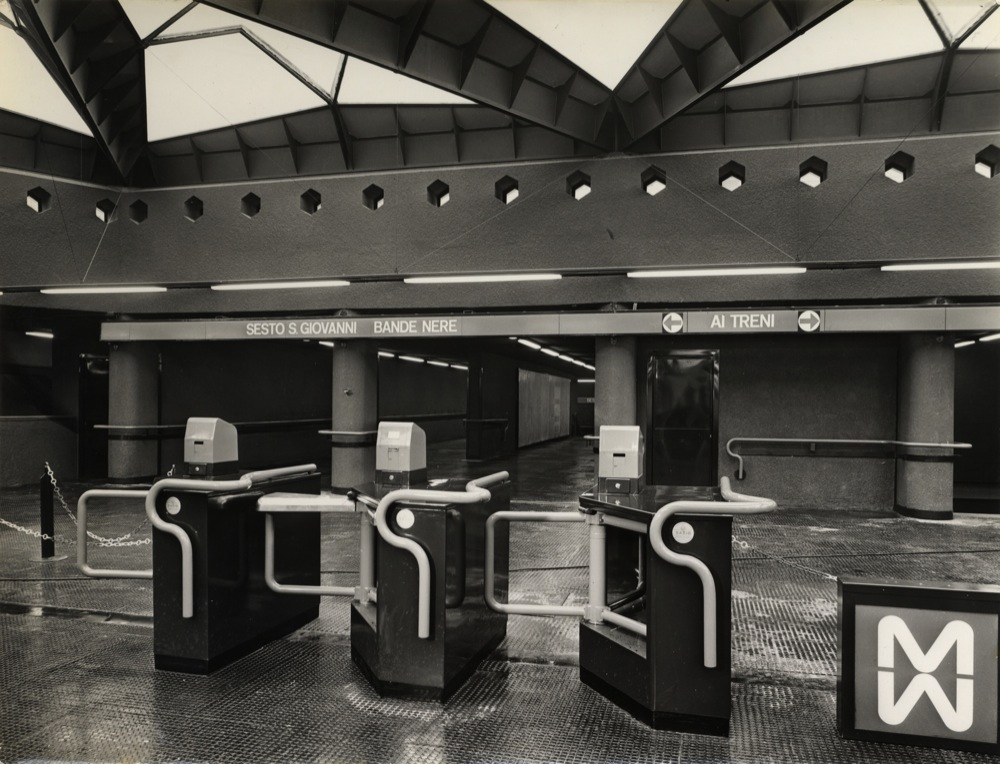
Die Eingangssperren im Verteilergeschoss

## Lage

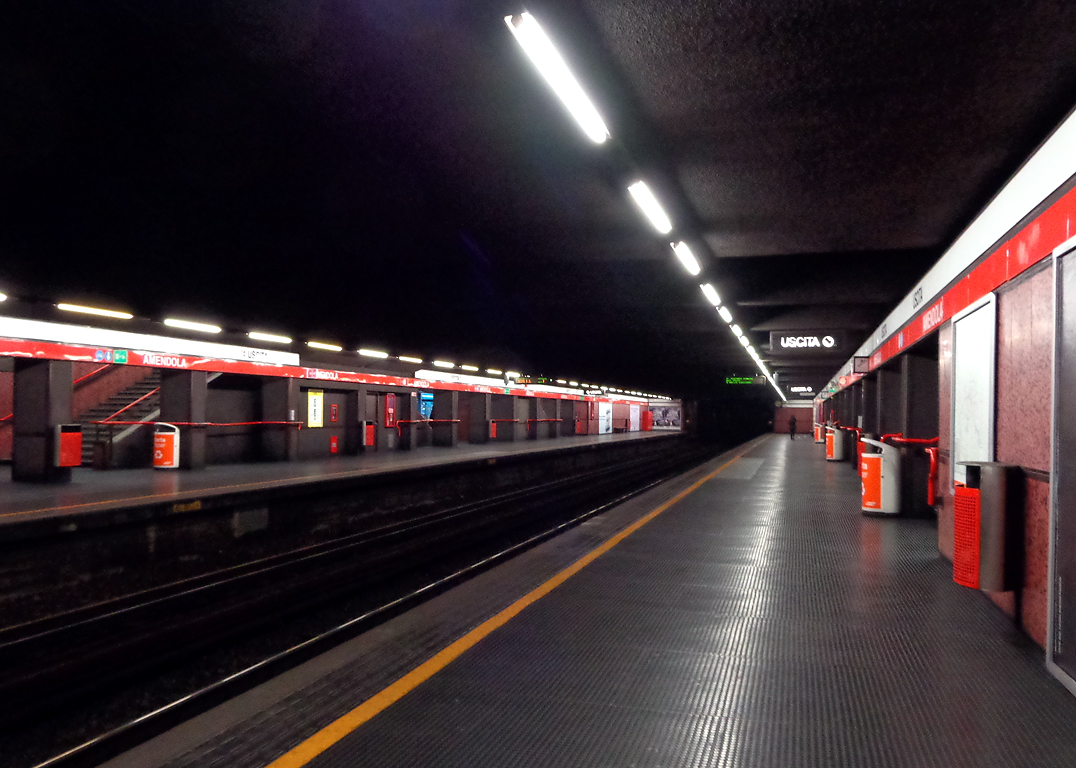
Die Bahnsteigebene

Deu U-Bahnhof Amendola befindet sich auf dem Ast nach Rho Fiera der Linie M1 und ist 746 m vom U-Bahnhof Lotto und 502 m vom U-Bahnhof Buonarroti entfernt.
Wie jeder Bahnhof des ersten Teilstücks der Linie M1 hat der Bahnhof zwei Gleise mit Seitenbahnsteigen. Die architektonische Ausstattung wurde wie bei allen Bahnhöfen der Linien M1 und M2 von den Architekten Franco Albini und Franca Helg und vom Grafiker Bob Noorda gestaltet.
Er ist der einzige der ersten Bahnhöfe, dessen Verteilergeschoss sich nicht direkt über den Gleisen befindet, sondern in Seitenlage. Dieser Raum wurde wegen den erwarteten Menschenmengen von Messebesuchern besonders groß vorgesehen und ist mit einer vom Stadtarchitekten Arrigo Arrighetti entworfenen halbtransparenten Plexiglas-Struktur überdacht.

## Anbindung
Am U-Bahnhof bestehen Umsteigemöglichkeiten von der Linie M1 zur Omnibuslinie 68 der Azienda Trasporti Milanesi.
| Linie | Verlauf |
| ----- | --- |
|       | Sesto 1º Maggio FS – Sesto Rondò – Sesto Marelli – Villa San Giovanni – Precotto – Gorla – Turro – Rovereto – Pasteur – Loreto – Lima – Porta Venezia – Palestro – San Babila – Duomo – Cordusio – Cairoli – Cadorna FN – Conciliazione – Pagano – Buonarroti – Amendola – Lotto – QT8 – Lampugnano – Uruguay – Bonola – San Leonardo – Molino Dorino – Pero – Rho Fiera – Wagner – De Angeli – Gambara – Bande Nere – Primaticcio – Inganni – Bisceglie |